# Свердликовский сельсовет
Свердликовский сельсовет — сельское поселение в Суджанском районе Курской области Российской Федерации.
Административный центр — село Свердликово.

## История
Статус и границы сельского поселения установлены Законом Курской области от 21 октября 2004 года № 48-ЗКО «О муниципальных образованиях Курской области».
Законом Курской области от 26 апреля 2010 года № 26-ЗКО в состав сельсовета включены населённые пункты упразднённого Лебедевского сельсовета.

## Население
| 2002  | 2010  | 2012  | 2013  | 2014  | 2015  | 2016  |
| ----- | ----- | ----- | ----- | ----- | ----- | ----- |
| 914   | ↗1168 | ↗1177 | ↗1183 | ↗1217 | ↗1241 | ↗1244 |
| 2017  | 2018  | 2019  | 2020  | 2021  |       |       |
| ↗1259 | ↘1251 | ↗1259 | ↘1247 | ↘1042 |       |       |

## Состав сельского поселения
| № | Населённый пункт  | Тип населённого пункта       | Население |
| - | ----------------- | ---------------------------- | --------- |
| 1 | Дарьино           | село                         | ↘144      |
| 2 | Лебедевка         | село                         | ↘327      |
| 3 | Локня             | посёлок                      | ↘0        |
| 4 | Нижний Клин       | село                         | ↘1        |
| 5 | Николаево-Дарьино | село                         | ↘153      |
| 6 | Свердликово       | село, административный центр | ↘543      |